# Le Registre des réclamations
Le Registre des réclamations est une nouvelle d'Anton Tchekhov, parue en 1884.

## Historique
Le Registre des réclamations est initialement publié dans la revue russe Les Éclats, no 10, du 10 mars 1884, signé A.Tchékhonté. 
C’est une nouvelle humoristique d’à peine deux pages.

## Résumé
Le registre de la gare est dans un bureau fait spécialement pour lui. On y lit des dénonciations : « Nikandrov est socialiste », la femme du gendarme fait des promenades avec le buffetier, le chef de gare a un faciès déplaisant, untel a perdu un chapeau, et aussi, une déclaration d’amour. Bref, peu de réclamations sur le chemin de fer.

## Édition française
- Le Registre des réclamations, traduit par Madeleine Durand et André Radiguet (révisé par Lily Denis), in Œuvres I, Paris, Éditions Gallimard, coll. « Bibliothèque de la Pléiade » no 197, 1968  (ISBN 978-2-07-0105-49-6).